# Échelle Monoyer

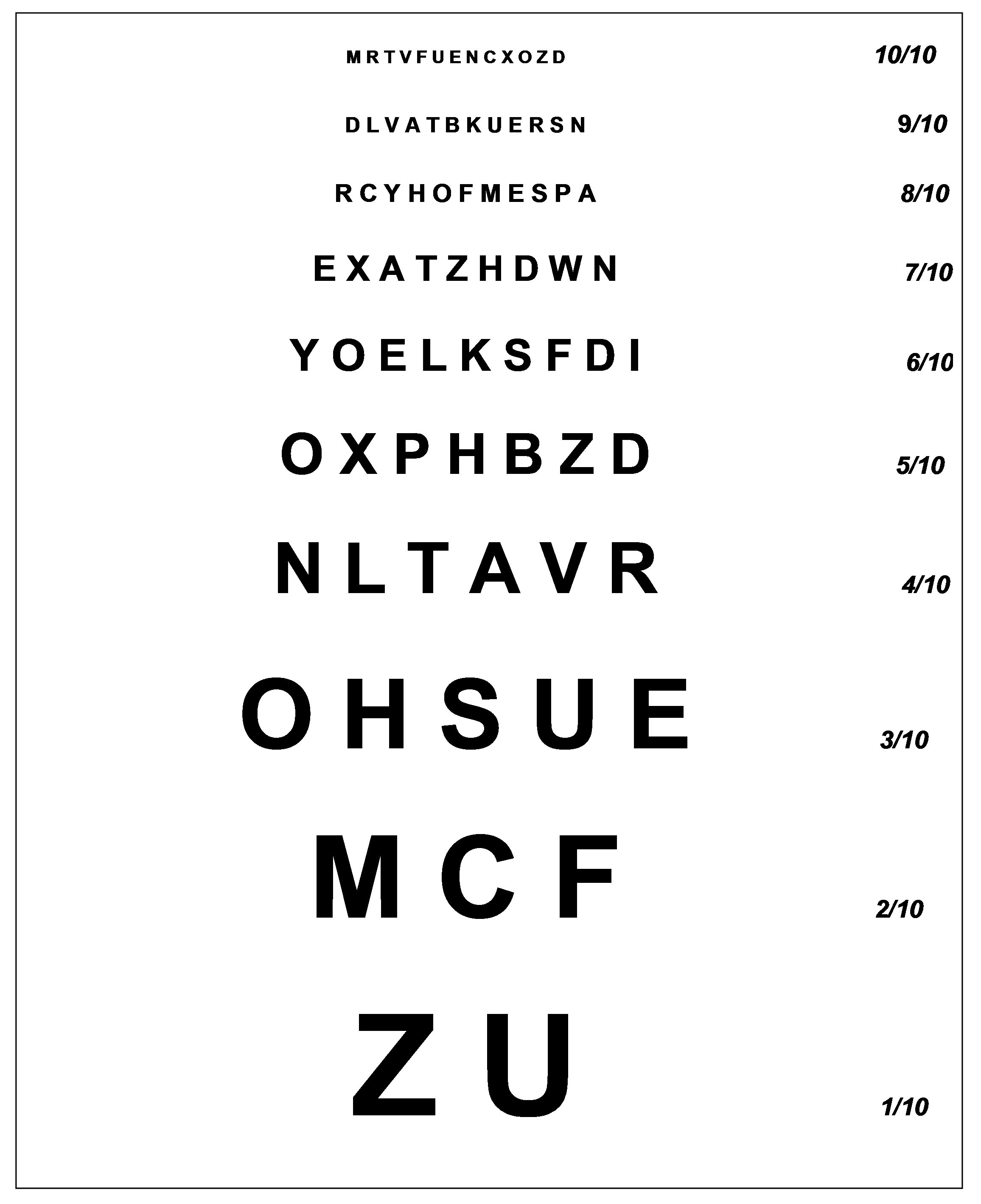
Présentation classique de l'échelle Monoyer.

Les échelles Monoyer sont des tests optométriques, c’est-à-dire servant à déterminer l’acuité visuelle en ophtalmologie, inventés par Ferdinand Monoyer.
Il s’agit de planches, les lettres de chaque ligne ont la même taille et la taille croît lorsque l’on descend.
Il existe deux échelles permettant un test à 3 ou 5 mètres de distance.

## Choix des lettres
Il existe deux échelles, qui utilisent toutes les deux les lettres capitales de l’alphabet latin :
- le test pour la vision à 3 m, qui se termine par NXV ;
- le test pour la vision à 5 m, qui se termine par ZU.

On peut remarquer que sur le test pour la vision à cinq mètres se terminant par ZU, le nom de son créateur est astucieusement caché : en effet, les premières et dernières lettres des neuf premières lignes lues verticalement de bas en haut forment le nom de Ferdinand Monoyer : on lit à gauche, « Monoyer » et « DM » pour Docteur en Médecine, et à droite, « Ferdinand ».

## Dimension des lettres
Les dimensions des lettres sont telles qu'elles mesurent 5 fois la distance de discrimination correspondant à l'acuité visuelle mesurée.
Elle est définie par :
AV = 1/α = x/10
avec :
- α = angle apparent de discrimination en minutes d'arc ;
- x = nombre de dixièmes d'acuité visuelle.

Ainsi, pour une acuité visuelle de 10/10, α = 1' ≈ 0,0166°, soit en radian, {\displaystyle \mathrm {B} ={\frac {\pi }{180}}\times {\alpha }\approx 0,00029089}.
Ainsi, pour tester une AV de 10/10e à 5 m, la dimension de discrimination correspondante étant de : d = D.tan(β) ≈ D.β ≈ 1,45 mm (remarque : β en radian étant faible, tan(β) ≈ {\displaystyle \mathrm {B} }), la dimension de la lettre correspondante est donc de 7,25 mm.
Ainsi :
- pour 8/10e, 8,75 mm ;
- pour 2/10e, 35 mm.